# Henry Adams Bellows
Henry Adams Bellows (Portland, Maine 22 de septiembre de 1885 - diciembre de 1939) fue un editor de prensa y un ejecutivo de la radio que fue uno de los primeros miembros de Federal Communications Commission de Estados Unidos. También es conocido por su traducción de la Edda Poética para la American-Scandinavian Foundation.

## Vida y obra
Bellows se graduó de la Universidad de Harvard en 1906, y durante tres años enseñó como asistente en ese centro. Recibió su doctorado en 1910 por una disertación sobre literatura comparada titulada The Relations between Prose and Metrical Composition in Old Norse Literature and then became an assistant professor of rhetoric at the University of Minnesota.
Desde 1912 hasta 1919 fue director de The Bellman, una revista literaria de Minneapolis, vicepresidente de la Bellman Company y codirector de Miller Publishing Company; desde 1914 hasta 1925 fue el editor jefe del The Northwestern Miller. También trabajó para la Orquesta de Minesota entre 1921 y 1923 fue crítco musical del Minneapolis Daily News, y en 1925 fue mánager de WCCO, una de las emisoras de radio más populares del país. Fue también comandante de la Minnesota Home Guard durante la Primera Guerra Mundial.
En 1927 Bellows fue nombrado como uno de los primeros miembros de la Comisión Federal de Radio, predecesora de la Comisión Federal de Comunicaciones. Fue un consejero técnico de la primera Conferencia Internacional de Radio y Telégrafo (International Radio Telegraph Conference) ese mismo año. Anticipándose a la gran intervención del gobierno en materia de emisiones, luchó porque la programación de las emisoras se ajustara a las  necesidades de sus oyentes; después dejó la FRC tras pasar 18 meses de su contrato de 3 años. Desde 1928 hasta 1935, fue director de la Asociación Nacional de Emisores (National Association of Broadcasters); fue director de Northwestern Broadcasting desde 1929 hasta 1934 y vicepresidente del Columbia Broadcasting System, predecesor de la CBS, desde 1930 hasta 1934. En 1930 organizó el intercambio transatlántico de programas de radio. Su último puesto de trabajo fue director de relaciones públicas de General Mills, donde fundó el departamento.

## Vida personal
En 1911, se casó con Sanger, hija de Charles Robert Sanger, un profesor de Química de Harvard, con quien tuvo dos hijos. Tras su muerte, se casó en segundas nupcias en 1936 con Alice Eels. Murió de cáncer de pulmón en 1939.

## Publicaciones
Bellows es también conocido por su traducción de Edda poética para la Fundación América-Escandinava (The American-Scandinavian Foundation) y la  Historia Calamitatum del autor Pedro Abelardo El alcance de sus otros cuatro libros indica la amplitud de sus intereses: Manual para la Defensa Local, Un tratado sobre el deber de amotinamiento para guardas nacionales, Highland Light, y otros poemas y Breve historia de la molienda de harina.